# Municipio de Lakeside (condado de Cottonwood)
El municipio de Lakeside (en inglés, Lakeside Township) es una subdivisión territorial del condado de Cottonwood, Minnesota, Estados Unidos. Según el censo de 2020, tiene una población de 237 habitantes.
Abarca una zona exclusivamente rural.

## Geografía
Está ubicado en las coordenadas 43°53′3″N 95°2′57″O / 43.88417, -95.04917. Según la Oficina del Censo de los Estados Unidos, tiene una superficie total de 91,2 km², de la cual 86,7 km² corresponden a tierra firme y 4,5 km² son agua.

## Demografía
Según el censo de 2020, hay 237 personas residiendo en la zona. La densidad de población era de 2,7 hab./km². El 94,51 % de los habitantes son blancos, el 0,42 % es amerindio, el 0,42 % es asiático, el 0,42 % es isleño del Pacífico, el 0,84 % son de otras razas y el 3,38% son de una mezcla de razas. Del total de la población, el 2,11 % son hispanos o latinos de cualquier raza.